# 紳士三兄弟
《紳士三兄弟》，為泰國GMM 25與Viu於2022年10月10日起播出的電視劇。由凱塞利亞·麥克托什（Mam）、路克·普勞頓（Luke）、林陽（Tay）、阿塔潘·葐沙瓦（Gun）、瓦拉妮·塔瓦翁（Mook）、苏卡达·顾珑希（Punpun）及拉查楠·瑪哈菀（Film）主演。
此劇由GMMTV製作，並在2021年12月GMMTV的「BORDERLESS」新戲發佈會上公開先導預告片。原定于2022年10月3日播出，但GMMTV以拍摄过程中出现问题为由推迟至10日在GMM 25電視台及Viu播出，同年12月終映。

## 劇情簡介
Pimphattra（Mam 饰演）是一位成功的商人，也是强势的母亲。她育有3个性格不同的儿子，青年商人Itchaya（Luke 饰演）、贵族后裔Thames（Tay 饰演）以及著名百货公司老板的继承人Ashira（Gun 饰演）。Pimphattra不顾儿子们的反对，坚持给他们找个完美的對象，以弥补他们的不足。

## 演員陣容
註：括號內的演員姓名為小名。

### 主要人物
- 凱塞利亞·麥克托什（英语：Kathaleeya McIntosh）（Mam）飾演 Pimphattra Phurin（Pim）
- 路克·普勞頓（Luke）飾演 Itchaya Prapavisanu（Itch）
- 林陽（Tay）飾演 Thevis Chattra（Thames）
- 阿塔潘·葐沙瓦（Gun）飾演 Ashira Sutthakarn（Arty）
- 瓦拉妮·塔瓦翁（Mook）飾演 Kaewklao
- 苏卡达·顾珑希（Punpun）飾演 Nuengnaret Trakulkasemsuk（Nueng）
- 拉查楠·瑪哈菀（Film）飾演 Nareeya（View）

### 其他人物
- Supoj Janjareonborn（Lift）飾演 Anthony
- Penpetch Benyakul（Jab）飾演 Praphaphat（Phat）
- 阿瑪琳·尼低彭 飾演 Atsadin Theerabunset
- Sarucha Petchroj（Yingying）飾演 Kan Kamonkan
- 朱塔芘·英詹（Jamie）飾演 Nichapha（Pha）
- 鄭逸祥（Victor）飾演 Chakrit（Krit）
- 帕查娜·塔布彤（Kapook）飾演 Vivi
- 坦塔爾·簡坦霍拉侃（Boom）飾演 Win
- 婉維茉·珍薩瓦米緹（June）飾演 Rata
- 卡西特·普克普（Book）飾演 Sun
- 帕文·庫卡拉尼亞維奇（Pawin）飾演 Bam
- 彬雅帕·珍帕誦（View）飾演 Namwa
- 帕茜迪·佩苏缇（Lookjun）飾演 Eri
- 普琳雅帕·劳素万斯莉（Earn）飾演 Pim
- 克洛迪雅·賈卡潘（Claudia）飾演 Kanokchat
- 帕塔瑪萬·尼詠（Yui）飾演 Napha
- Wae Soul 飾演 Ramai
- Paramej Noiam（Plai）飾演 Karan
- Chaidi Dididi（Pattai）飾演 Waew

## 劇集原聲帶
| 歌名                       | 歌手          | 來源  |
| -------------------------- | ------------- | ----- |
| แม่ไม่ชอบ แต่ฉันชอบ（Be Mine） | 蓋溫·卡斯奇   | [ 6 ] |
| แม่ไม่ชอบ แต่ฉันชอบ（Be Mine） | 瓦拉妮·塔瓦翁 | [ 7 ] |

## 劇集迴響

### 泰國電視收視
- 收視最低的集數以藍色表示，收視最高的集數以紅色表示，而空格則表示該集的收視沒有相關數據。

| 集數 No.   | 播放日期       | 播放時段 (UTC+07:00) | 平均收視率 | 來源 |
| ---------- | -------------- | -------------------- | ---------- | ---- |
| 1          | 2022年10月10日 | 星期一 20:30         | 0.1        |      |
| 2          | 2022年10月11日 | 星期二 20:30         | 0.2        |      |
| 3          | 2022年10月17日 | 星期一 20:30         | 0.2        |      |
| 4          | 2022年10月18日 | 星期二 20:30         | 0.2        |      |
| 5          | 2022年10月24日 | 星期一 20:30         | 0.2        |      |
| 6          | 2022年10月25日 | 星期二 20:30         | 0.4        |      |
| 7          | 2022年10月31日 | 星期一 20:30         | 0.2        |      |
| 8          | 2022年11月1日  | 星期二 20:30         | 0.2        |      |
| 9          | 2022年11月7日  | 星期一 20:30         | 0.3        |      |
| 10         | 2022年11月8日  | 星期二 20:30         | 0.2        |      |
| 11         | 2022年11月14日 | 星期一 20:30         | 0.2        |      |
| 12         | 2022年11月15日 | 星期二 20:30         | 0.2        |      |
| 13         | 2022年11月21日 | 星期一 20:30         | 0.2        |      |
| 14         | 2022年11月22日 | 星期二 20:30         | 0.2        |      |
| 15         | 2022年11月28日 | 星期一 20:30         | 0.1        |      |
| 16         | 2022年11月29日 | 星期二 20:30         | 0.2        |      |
| 17         | 2022年12月5日  | 星期一 20:30         | 0.1        |      |
| 18         | 2022年12月6日  | 星期二 20:30         | 0.1        |      |
| 平均收視率 | 平均收視率     | 平均收視率           | 0.2        | 1    |

^1  基於每集的平均觀眾份額。

## 外部連結
- GMM25 官方網站 （页面存档备份，存于）（泰文）
- GMMTV 官方網站（泰文）
- YouTube上的《紳士三兄弟》播放列表
- MyDramaList 劇集介紹及劇評 （页面存档备份，存于）（英文）
- 豆瓣电影上《紳士三兄弟》的資料 （简体中文）
- 互联网电影数据库（IMDb）上《紳士三兄弟》的资料（英文）